# Anna Syberg

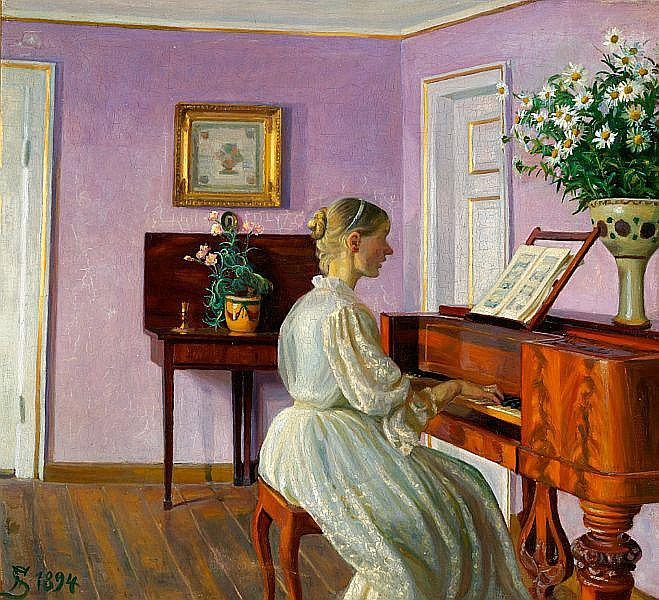
Fritz Syberg: Anna Syberg al piano

Anna Louise Birgitte Hansen, de casada Syberg* ( 7 de enero de 1870 en Faaborg - 4 de julio de 1914 en Copenhague ) fue una pintora danesa. Al igual que su esposo Fritz Syberg, pertenecía al grupo de los pintores de Fionia, una asociación de pintores y artistas gráficos que vivían y trabajaban en la isla de Fionia.

## Primeros años
Anna Hansen creció en un ambiente creativo muy vibrante en Faaborg. Su padre, el pintor decorativo Peter Syrak Hansen (1833-1904), dirigía un estudio abierto principalmente para pintores de la zona y estudiantes de arte. Allí Anna conoció a su futuro esposo Fritz Syberg, quien completaba un aprendizaje como pintor decorativo con su padre hasta 1982. Anna recibió lecciones de piano y lecciones de dibujo y pintura de su padre. Su hermano Peter Hansen más tarde se hizo un nombre como pintor. Después de asistir a la escuela técnica en Faaborg, Anna Hansen continuó su educación en 1890 con el escultor Ludvig Brandstrup y el paisajista Karl Jensen en Copenhague. De 1892 a 1894 trabajó como pintora de porcelana en la Real Fábrica de Porcelana de Copenhague. Se especializó en pintar flores, especialmente violetas y crisantemos. También dio clases de piano y canto. En 1894 se casó con Fritz Syberg.

## Obra
En 1902 la pareja se trasladó a Pilegården en Kerteminde. Allí ya vivían sus amigos, los pintores Alhed y Johannes Larsen, y varios otros artistas, como el gran escritor Johannes V. Jensen, quien más tarde recibió el Premio Nobel de Literatura.
Anna Syberg se dedicó a la pintura a la acuarela, preferentemente a los ramos de flores y las plantas. Utilizó una técnica de capa sobre capa, similar a la que había encontrado al pintar porcelana, lo que le dio a sus pinturas una luminosidad especial. Aunque sus obras se mostraron en las exposiciones de primavera en el Palacio de Charlottenborg en Copenhague y en las exposiciones de otoño entre 1989 y 1910, sus logros artísticos le fueron negados en gran medida durante su vida.
Al igual que su marido, Anna Syberg pertenecía al grupo de artistas de Fionia. Cuando Fritz Syberg ganó gran cantidad de dinero con la venta de sus pinturas, la pareja decidió proporcionar la base financiera para el Museo Faaborg que se iba a fundar y que se dedicaría principalmente a los pintores de Fionia. La idea cuajó y el museo fue inaugurado en 1910. La comisión que decidió qué pinturas comprar para el museo estaba compuesta en su totalidad por hombres. De ello resultó que solo seleccionaron obras de sus colegas masculinos. Paradójicamente, según el acta, el hermano de Anne Syberg, Peter Hansen, y el esposo de Alhed Larsen, Johannes Larsen, en particular, se opusieron a la compra de obras de mujeres miembros de la colonia de artistas. Solo dos años después de la muerte de Anna Syberg, el museo la honró con una extensa exposición individual.
Anna Syberg dio a luz a siete hijos. Murió de una infección de la vesícula biliar en 1914 a la edad de 44 años. Su hijo Ernst Syberg se convirtió también en pintor e ilustrador, y su hijo Fritz Syberg se hizo un nombre como compositor musical.

## Galería

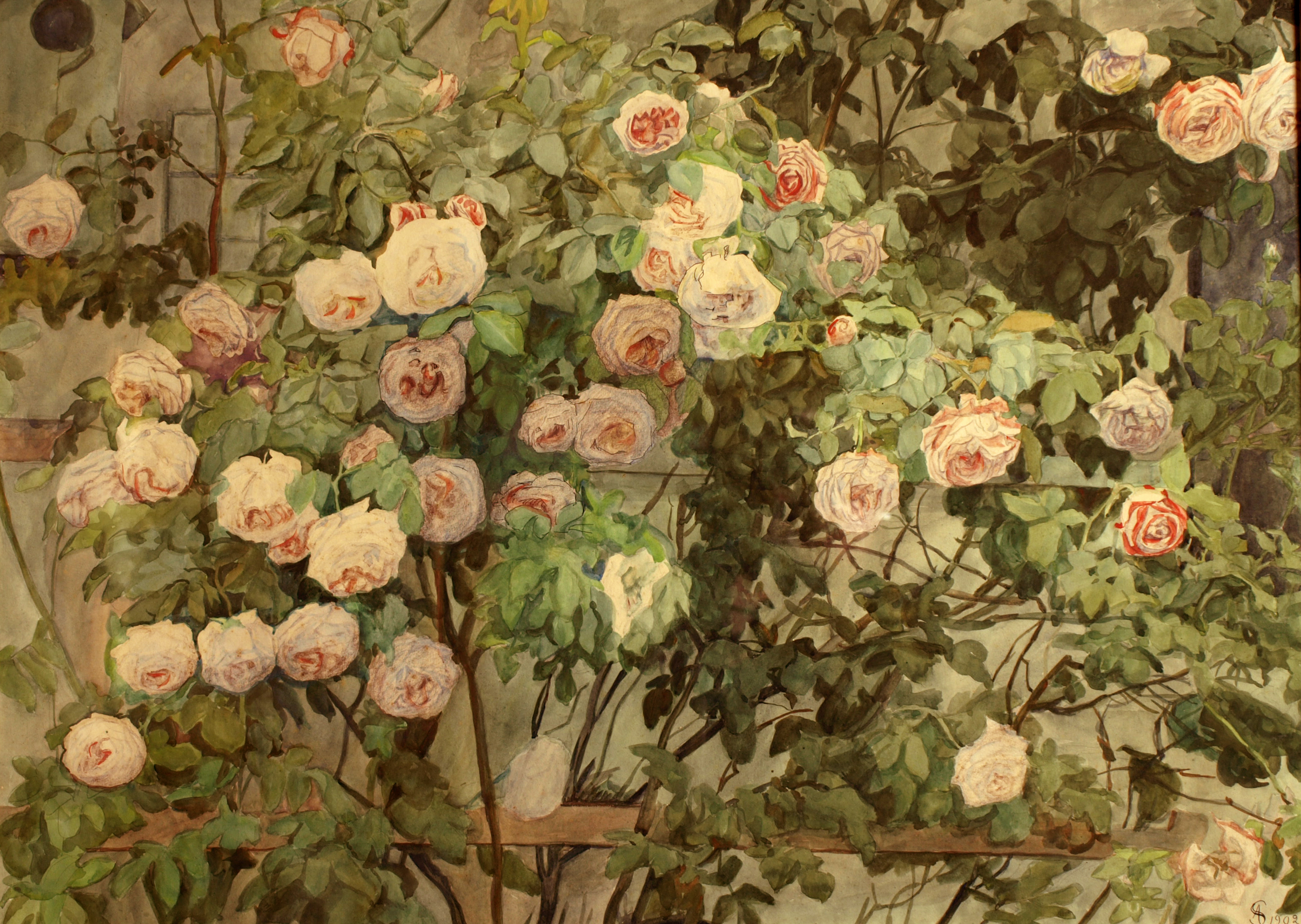
Rosas 1902
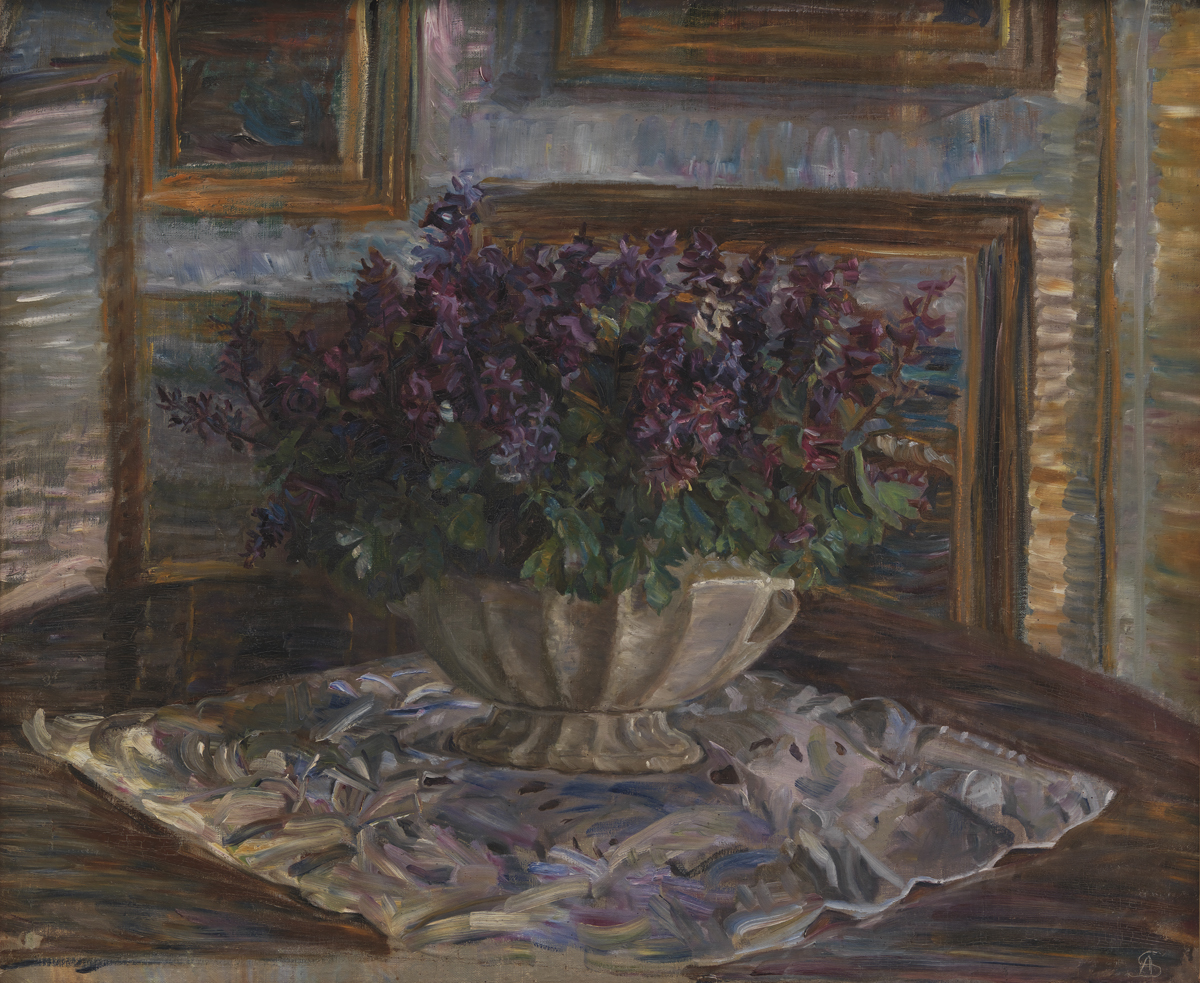
Coridalis (Coridalis)
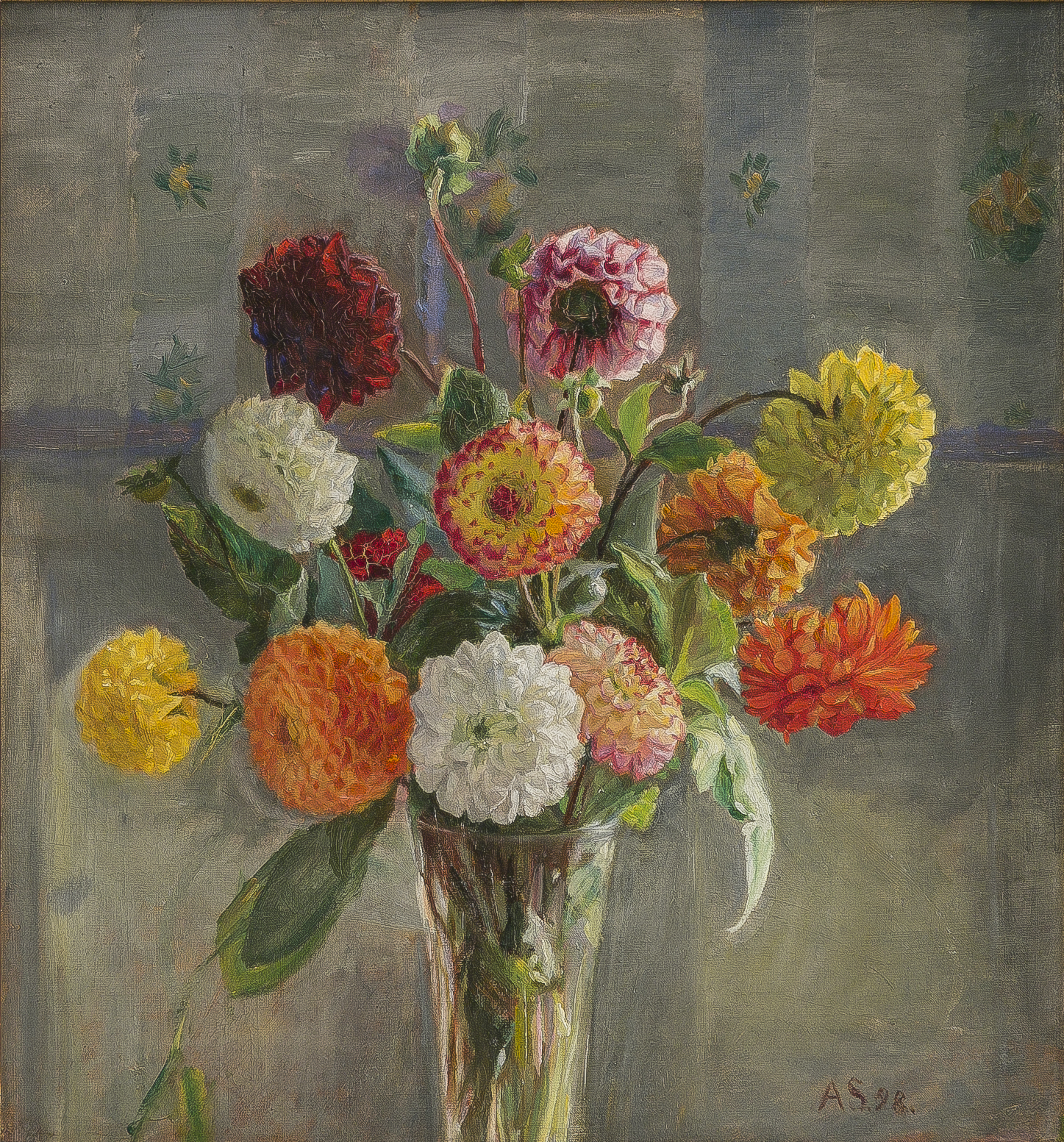
Dalias
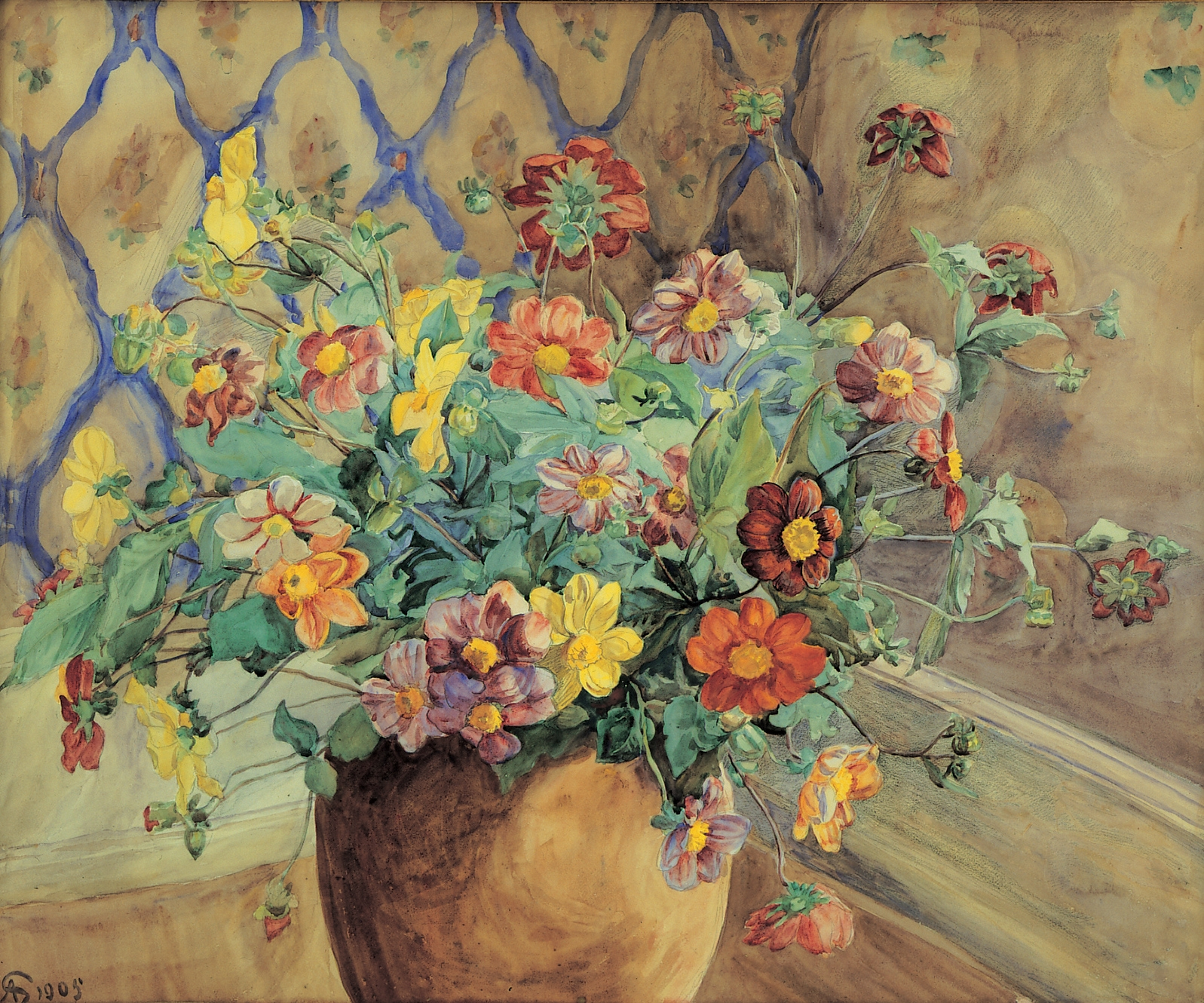
Racimo de flores